# Dauer 962 LM
Dauer 962 LM — спортивний автомобіль німецької компанії Dauer Sportwagen GmbH, що спеціалізується на дрібносерійному виробництві на базі моделей Bugatti EB110 і Porsche 962, що була лідером автоперегонів на витривалість МАФ групи С.

## Історія
Модель Porsche 962 використовувалась з 1984 на перегонах на витривалість МАФ і Американської серії Ле-Ман (англ. ALMS) серії IMSA, де користувались великою популярністю, складаючи більшу частину пелетону перегонів, займаючи усі призові місця. Це зрештою призвело до втрати популярності перегонів МАФ і відміну чемпіонату через зміну регламенту змагань, технічних параметрів авто. Залишилась без потенційних покупців частина з 90 виготовлених шасі Porsche 962. Їх вирішили використати для створення моделі для вуличного руху, що вимагало певної модернізації конструкції, адже регламент групи С забороняв наявність серійного прототипу для вуличного руху. Першою 1991 була стала модель С62 компанії Koenig Specials з мотором об'ємом 3,4 л потужністю 800 к.с.

### Dauer 962 LM
Більш вдалою стала модель Dauer 962 LM, розроблена колишнім учасником перегонів Йохеном Дауером. Він купив 1991 п'ять шасі Porsche 962 з номерами 169, 172, 173, 175, 176. На шасі 169 виготовили першу вуличну модифікацію Dauer 962 LM з номером 001. Dauer 962 LM презентували 1993 на Франкфуртському автосалоні. Було заплановано випустити 50 машин і до 2002 продали 13 вартістю на 1994 рік 853.473 доларів. За рік виготовляли 2 машини Dauer 962 LM. Після цього до 2006 розробили нову модифікацію. Султан Брунею Хассанал Болкіах володіє шістьма Dauer 962 LM.

### Dauer 962 LM Sport
Разом з тим було вирішено узяти участь у перегонах 24 години Ле-Мана категорії GT1. Завдяки спонсору Shell на шасі 173 виготовили Dauer 962 з номером 002 і для спонсора FAT international на шасі 176 виготовили машину 003. Дві Dauer 962 LM Sport потрапили до команди Joest Racing і не мали конкурентів у своєму класі, зайнявши призові місця на 24 години Ле-Мана (перше 003, третє 002). Через це у регламент категорії GT1 було введено норму мінімального серійного виробництва моделі за рік і Dauer 962 LM Sport більше не брали участі у перегонах.

## Технічні характеристики
На Dauer 962 встановили 6-циліндровий опозитний мотор об'ємом 2994 см³, що розвивав потужність 730 к.с. (537 кВт) при 7600 об/хв. При 5000 об/хв він розвивав обертовий момент 700 Нм. Він розганявся 0-100 км/год за 2,6 секунди, 0-200 км/год за 7,3 сек, що 2005 повторив Bugatti Veyron 16.4. Циліндри мають повітряне охолодження, головки циліндрів водяне. Мотор отримав два турбонагнітачі Kühnle, Kopp und Kausch AG з інтеркулерами. При швидкості 80 км/год авто автоматично зменшує кліренс. На Dauer 962 LM отримав модифіковану підвіску, 5-ступеневу трансмісію, додатково встановлювали DVD-програвач, клімат-контролю. Корпус виготовлено з кевлару, вуглепластику. Dauer 962 LM має відношення 708,74 к.с. на 1000 кг маси, 243 к.с. на 1000 см³ об'єму мотору при коефіцієнті лобового опору 0,31.
У жовтні 1998 на тестовому треку Volkswagen AG Dauer 962 LM розвинув 404,6 км/год.